# Odenwaldkreis
Odenwaldkreis is een Landkreis in de Duitse deelstaat Hessen. Kreisstadt is Erbach. De Landkreis telt 96.754 inwoners (31 december 2020) op een oppervlakte van 623,99 km². Op 31 december 2020 had 15,11% van de inwoners een niet-Duits staatsburgerschap (14.620 niet-Duitsers) en hadden 60 inwoners het Nederlandse staatsburgerschap.

## Steden
De volgende steden liggen in de Odenwaldkreis:

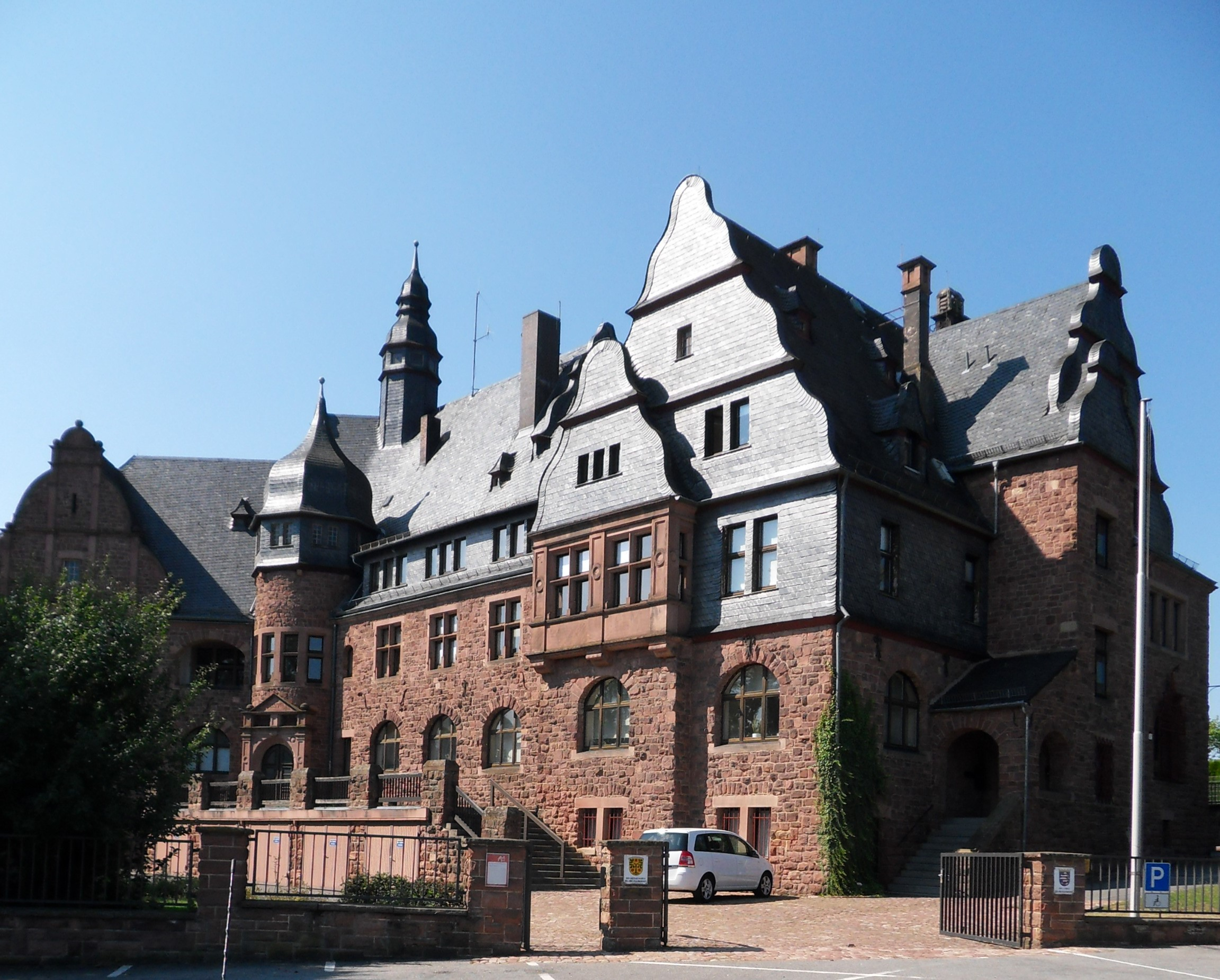
Landratsamt

- Bad König
- Beerfelden
- Breuberg
- Erbach
- Michelstadt

Bergstraße · Darmstadt · Darmstadt-Dieburg · Frankfurt am Main · Fulda · Gießen · Groß-Gerau · Hersfeld-Rotenburg · Hochtaunuskreis · Kassel (stad) · Landkreis Kassel · Lahn-Dill-Kreis · Limburg-Weilburg · Main-Kinzig-Kreis · Main-Taunus-Kreis · Marburg-Biedenkopf · Odenwaldkreis · Offenbach am Main · Landkreis Offenbach · Rheingau-Taunus-Kreis · Schwalm-Eder-Kreis · Vogelsbergkreis · Waldeck-Frankenberg · Werra-Meißner-Kreis · Wetteraukreis · Wiesbaden
Bad König · Beerfelden · Brensbach · Breuberg · Brombachtal · Erbach · Fränkisch-Crumbach · Hesseneck · Höchst im Odenwald · Lützelbach · Michelstadt · Mossautal · Reichelsheim · Rothenberg · Sensbachtal